# جائزة اليونسكو/غييرمو كانو العالمية لحرية الصحافة
جائزة اليونسكو/غييرمو كانو العالمية لحرية الصحافة (بالإنجليزية: UNESCO/Guillermo Cano World Press Freedom Prize)‏ جائزة أنشئت في سنة 1997، تمنح لشخص أو منظمة أو مؤسسة قدمت مساهمة متميزة في الدفاع عن حرية الصحافة أو تعزيزها في أي مكان في العالم، لا سيما إذا ترافق ذلك بمواجهة أخطار.
تمنح الجائزة سنوياً في الثالث من مايو بالتزامن مع اليوم العالمي لحرية الصحافة، وتبلغ قيمتها 25 ألف دولار.
سميت الجائزة على شرف غييرمو كانو إيساسا الذي كان محرر الجريدة الكولومبية El espectador («المشاهد») الذي اغتيل في بوغوتا في 17 ديسمبر 1986 بسبب انتقاده لمافيا المخدرات.
تختار لجنة تحكيم مستقلة تتألف من 14 عضواً يعينهم المدير العام لمنظمة يونسكو سنوياً الفائز بالجائزة من بين المرشحين من قبل منظمات غير حكومية تعمل في مجال حرية الصحافة والدول الأعضاء في المنظمة.

## الفائزون بالجائزة
| السنة | الحائز على الجائزة                                                            | الدولة                             |
| ----- | ----------------------------------------------------------------------------- | ---------------------------------- |
| 1997  | جاو يو                                                                        | الصين                              |
| 1998  | كريستينيا أنيانوا                                                             | نيجيريا                            |
| 1999  | جيسوس بلانكورنيلاس                                                            | المكسيك                            |
| 2000  | نزار نيوف                                                                     | سوريا                              |
| 2001  | وين تين                                                                       | ميانمار                            |
| 2002  | جيفري نياروتا                                                                 | زيمبابوي                           |
| 2003  | عميرة هاس                                                                     | إسرائيل                            |
| 2004  | راؤول ريفيرو                                                                  | كوبا                               |
| 2005  | شينغ يزونغ                                                                    | الصين                              |
| 2006  | مي شدياق                                                                      | لبنان                              |
| 2007  | آنا بوليتكوفسكايا                                                             | روسيا (منحت الجائزة بعد الوفاة)    |
| 2008  | ليديا كاتشو ربييرو                                                            | المكسيك                            |
| 2009  | لاسانثا ويكريماتونغي                                                          | سريلانكا (منحت الجائزة بعد الوفاة) |
| 2010  | مونيكا غونزاليس (كاتبة)                                                       | تشيلي                              |
| 2011  | آحمد زیدآبادي                                                                 | إيران                              |
| 2012  | عين الله فتح اللايف                                                           | أذربيجان                           |
| 2013  | Reeyot Alemu                                                                  | إثيوبيا                            |
| 2014  | أحمد شيك                                                                      | تركيا                              |
| 2015  | مازن درويش                                                                    | سوريا                              |
| 2016  | خديجة اسماعيلوفا                                                              | أذربيجان                           |
| 2017  | داويت إسحاق                                                                   | Sweden/Eritrea                     |
| 2018  | محمود أبو زيد (مصور صحفي)                                                     | مصر                                |
| 2019  | كياو سوي وو + وا لوني                                                         | ميانمار                            |
| 2020  | جينيث بيدويا ليما                                                             | كولومبيا                           |
| 2021  | ماريا ريسا                                                                    | الفلبين                            |
| 2022  | اتحاد صحفيي روسيا البيضاء                                                     | بيلاروس                            |
| 2023  | نيلوفار حميدي، إلهه محمد، نرجس محمدي                                          | إيران                              |
| 2024  | الصحافيون الفلسطينيون الذين يغطون الاجتياح الإسرائيلي لقطاع غزة (2023 - 2024) | الضفة الغربية وقطاع غزة            |

## وصلات خارجية
- الصفحة الرسمية للجائزة في موقع اليونسكو.